# San Felipe Neri (Pasto)

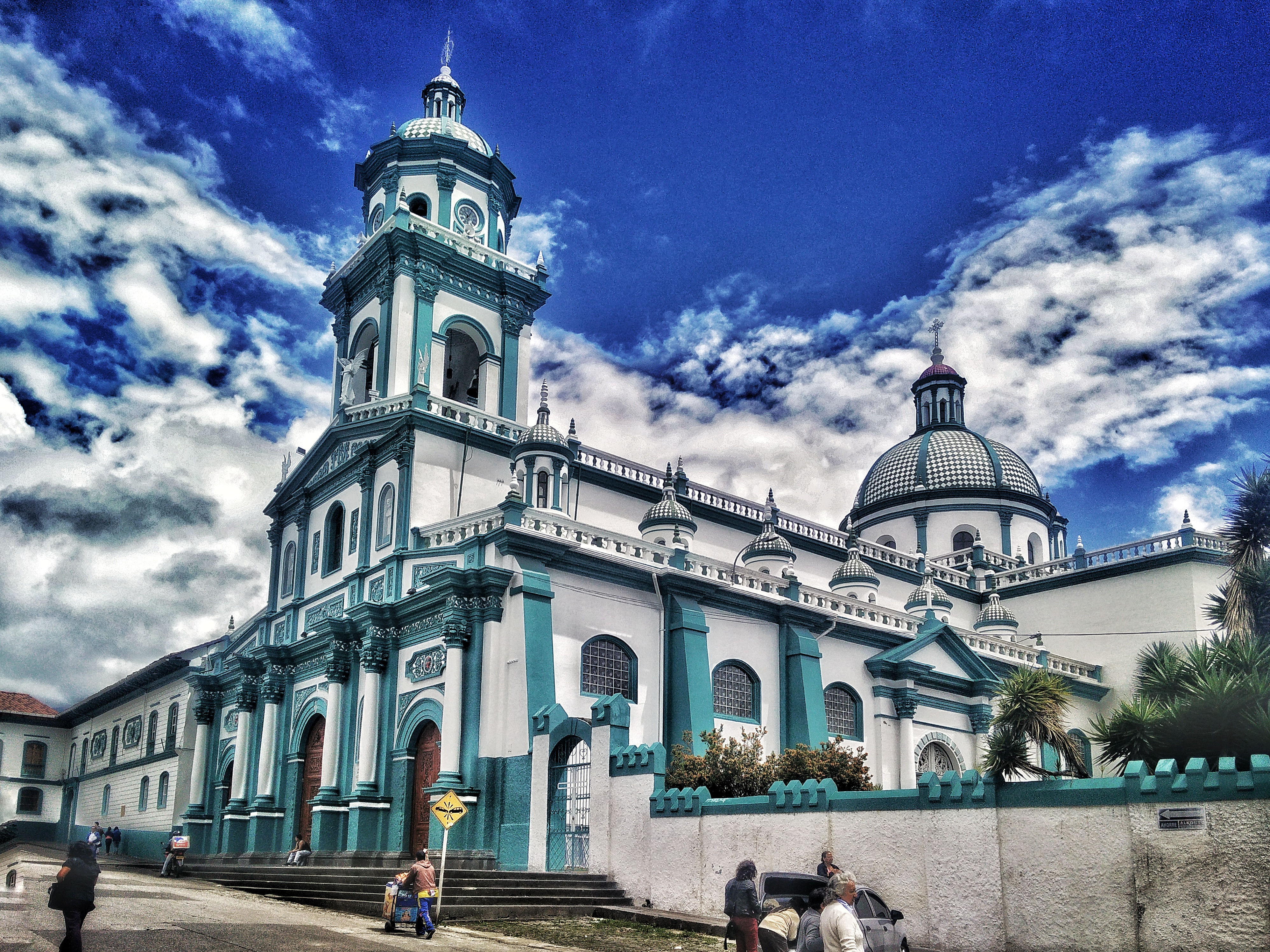
Kirche San Felipe Neri in Pasto

Die römisch-katholische Kirche San Felipe Neri liegt an der Carrera 27 in Pasto, Kolumbien.
Die neoklassizistische Kirche wurde 1869 errichtet und bei ihrer Kirchweihe mit dem Patrozinium Philipp Neri versehen. 1904 wurde die Kirche Oratorianerkirche. Sie hat zwei Seitenschiffe und eine blau-weiße Kuppel. Die neun Meter hohe Orgel wurde 1903 von Paris hergebracht. Die Kirche ist eine Pfarrkirche des Bistums Pasto.

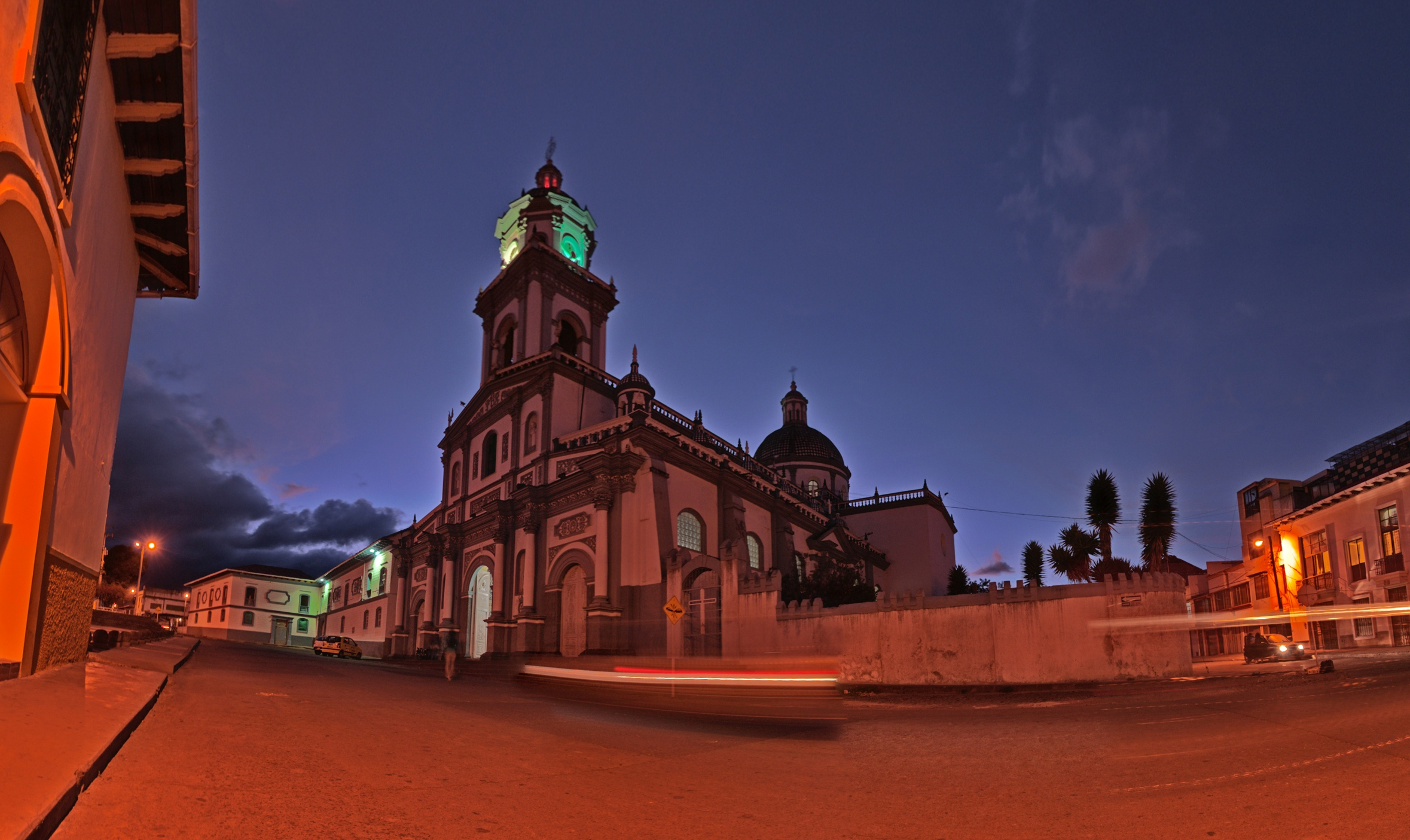
Blick von Nordosten (Carrera 27)
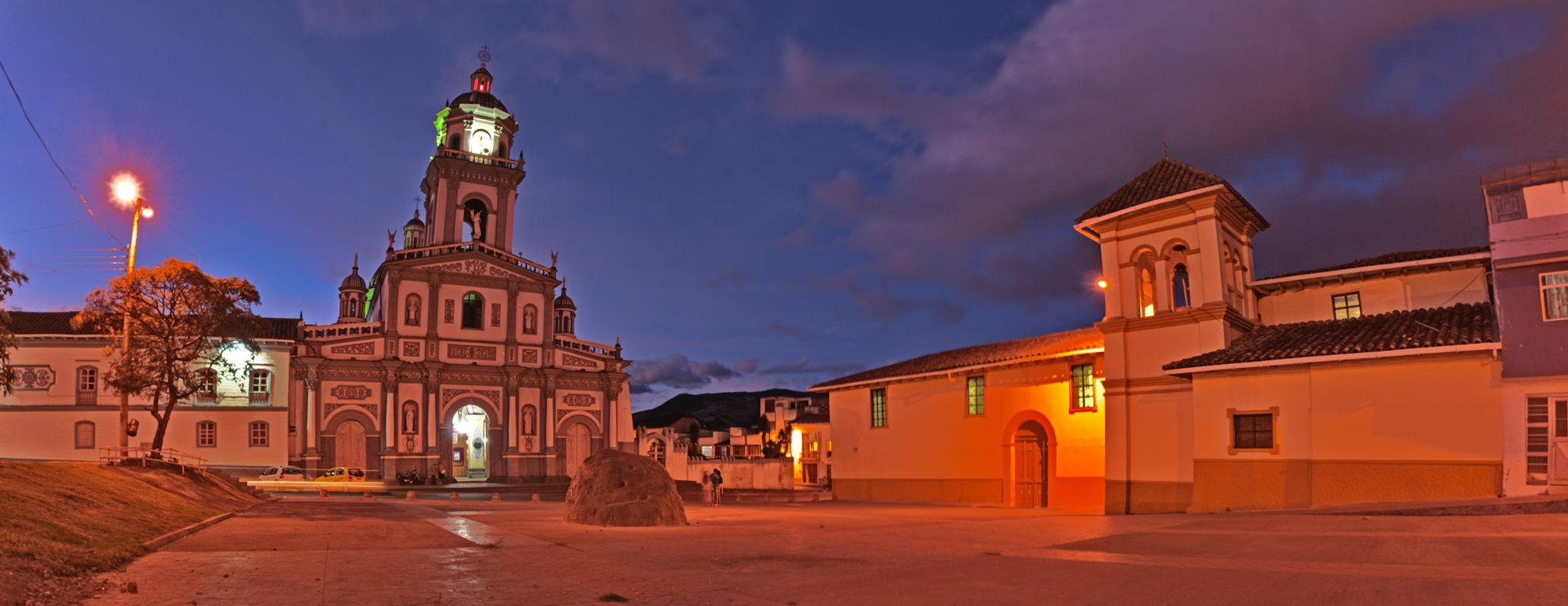
Blick von Südosten (Parque San Felipe), rechts die Capilla de las hermanas conceptas